# Izet Sarajlić
Izet Sarajlić (6 mars 1930-2 mai 2002), est un poète, traducteur, essayiste et historien de la philosophie bosnien.

## Biographie
Izet Sarajlić passe son enfance à Trebinje et Dubrovnik, puis à partir de 1945 à Sarajevo qu'il ne quitte plus. Il y fait des études de philosophie. Après son doctorat, il enseigne la philosophie à l'université.
Il travaille pour une maison d'édition nommée d'après l'écrivain Veselin Masleša. Il publie plusieurs recueils de poèmes, souvent des poèmes d'amour consacrés à sa femme Mikitsa.
Il devient membre de l'Académie des sciences et des arts de Bosnie-Herzégovine. Il avait pour amis des poètes italiens comme Alfonso Gatto et Erri De Luca, avec qui il a écrit Lettere fraterne.
En 1992, lors du siège de Sarajevo, il écrit un journal qui sera publié l'année suivante. Ce texte est traduit en français et publié en 1997.

## Publications
- Le Livre des adieux (Knjiga oproštaja) ; suivi de Recueil de guerre sarajévien, traduits par Mireille Robin, Balma, N & B , 1997.
- Nés en vingt-trois, morts en quarante-deux, N & B , 1999[2].
- Poèmes d'amour, traduits par Mireille Robin, Strasbourg, 1999.